# مثيلة 2'-O

2'-O-ميثيل أدينوسين هو نوكليسيد أدينوسين معدل.

مثيلة أكسجين ذرة الكربون 2' (بالإنجليزية: 2'-O-methylation)‏هو تعديلٌ شائع للنوكليوسيدات في الرنا تُضاف فيه مجموعة ميثيل إلى هيدروكسيل ذرة الكربون 2' الخاصة بالريبوز، وتنتج عن ذلك مجموعة ميثوكسي. توجد معظم النوكليوسيدات الممثيلة في 2'-O في الرنا الريبوسومي والرنا الصغير النووي ويحدث في المناطق النشطة من الريبوسوم وجسيم التضفير. حاليا، تم تحديد حوالي 1210 مثيلة 2'-O لدى الثدييات وتم إيداعها في قاعدة بيانات RMBase (قاعدة تعديلات الرنا).
نُشِرت حديثا طريقة جديدة لتحديد الريبوز الممثيل في 2' بواسطة سلسلة البيانات الضخمة. الطريقة كمية وتحدد جميع التعديلات في تجربة واحدة.